# Massivumformung
Bei der Massivumformung werden kompakte Körper (Rohlinge, Halbzeuge) durch Verfahren wie Gesenkschmieden, Fließpressen, Freiformschmieden, Strangpressen, Rundkneten und Thixoschmieden umgeformt.
Das Gegenstück zur Massivumformung ist die Blechumformung, bei der näherungsweise zweidimensionale Werkstücke verarbeitet werden, insbesondere Bleche.
Kennzeichnend für Massivumformverfahren sind Querschnittsänderungen, die sich durch den Prozess ergeben. Sie lassen sich durch Stoffverdrängen (Walzen) und Stoffanhäufen erzielen, wobei die Verfahren des Stoffverdrängens anwendungstechnisch überwiegen. Die Materialstärke nimmt in der Regel ab, kann aber lokal auch zunehmen.
Zum Massivumformen eignen sich viele Werkstoffe, insbesondere Stahl und Buntmetalle.

## Massivumformung von metallischen Bauteilen
Schwere massivumgeformte Bauteile werden insbesondere in Automobilindustrie, Luftfahrt, Schiffsbau, Schienenfahrzeugen, Windkraftanlagen, Energieanlagen und im Kraftwerksbau eingesetzt. Die technologische Entwicklung im Anlagen- und Fahrzeugbau führt zum Einsatz von massivumgeformten Bauteilen, die hohe Festigkeiten sowie Energie- und Materialeffizienz bei immer geringerem Gewicht aufweisen.
Massivumgeformte Bauteile aus Stahl werden typischerweise zur Übertragung von statischen und dynamischen Kräften eingesetzt. Sie sind hochtemperatur- und säurebeständig sowie recyclingfähig.
Mehr als ein Drittel aller massivumgeformten Teile aus Deutschland wird exportiert. Der Fahrzeugbau nimmt zusammen mit den Systemherstellern über 80 Prozent der gesamten Produktion ein.
Zu den Werkzeugmaschinen, die zum Umformen genutzt werden, gehören:
- Schmiedehämmer
- Maschinenhämmer
- hydraulische Pressen
- Spindelpressen
- Exzenterpressen
- Kniehebelpressen
- Kurbelpressen.

## Branchenverbände
Über 100 der geschätzt 250 deutschen Unternehmen, zu deren Produktionsprogramm die Herstellung von massivumgeformten Teilen gehört, sind im Industrieverband Massivumformung (Sitz: Hagen) organisiert.
Der europäische Fachverband ist Euroforge (Comité de Liaison des Industries Européennes de l'Estampage et de la Forge) mit Sitz in Brüssel; in Österreich und in der Schweiz existiert kein Verband.